# Колганова Олена Валеріївна
Олена Валеріївна Колганова (нар. 9 грудня 1969, Донецьк) — український політик. Народний депутат України 8-го скликання від партії «Народний фронт», № 28 у списку. Секретар Комітету Верховної Ради з питань охорони здоров'я.

## Життєпис
Закінчила Московський державний університет шляхів сполучення (1997). Керівник департаменту комунікацій ГО «Фронт Змін».
Народний депутат України 7-го скликання від ВО «Батьківщина», № 72 у списку. Член Комітету Верховної Ради з питань Регламенту, депутатської етики та забезпечення діяльності Верховної Ради України.
Кандидат у народні депутати від партії «Українська Стратегія Гройсмана» на парламентських виборах 2019 року, № 14 у списку.
Помічена в порушенні ст. 84 Конституції України щодо особистого голосування у Верховній Раді.